# 朱模
瀋簡王朱模（1380年9月1日—1431年6月11日），明朝第一代瀋王，明太祖朱元璋第二十一子，乃趙貴妃所出。

## 生平
洪武十三年八月二日（1380年9月1日）生。洪武二十四年四月十三日（1391年5月17日），封瀋王，藩地在辽东都司沈阳中卫（今辽宁省沈阳市），因年幼未之國。永乐六年（1408年），遷封至山西潞州（今山西省长治市），封號依舊，並受命之國。
永樂九年（1411年）十月，朱模前往南京朝見明成祖，在華蓋殿受到宴請，次月返回潞州。永樂十五年（1417年）正月，朱模再次前往南京朝見明成祖，同月即返回潞州。
宣德六年五月二日（1431年6月11日），朱模去世，享年五十二歲，在位四十一年，諡號簡。

## 家庭

### 妻
- 张氏（－1406年），指揮张文傑之女[2]，封瀋王妃。[6]

### 妾
- 章氏（－1451年），景泰二年（1451年）追贈瀋簡王夫人[7]，景泰六年（1455年）追赠次妃，生朱佶焞。[8]
- 吴氏，生朱佶煃、朱佶熅。[9]
- 席氏，生朱佶煟。[10]
- 庞氏，生朱佶焆。[11]
- 余氏，生朱佶㷆。

### 子
- 第一子：武鄉王→瀋康王朱佶焞
- 第二子：陵川康肅王朱佶煃
- 第三子：平遙僖靖王朱佶煟
- 第四子：黎城昭僖王朱佶燏
- 第五子：稷山悼靖王朱佶焆
- 第六子：沁水悼懷王朱佶熅
- 第七子：朱佶炵，夭折[2]
- 第八子：沁源恭定王朱佶㷆

### 女
- 第一女：夭折
- 第二女：浑源郡主，仪宾张儒
- 第三女：翼城郡主，仪宾袁通
- 第四女：夭折
- 第五女：河津郡主，仪宾田傑[12]
- 女：介休郡主，仪宾周镐[13]

## 墓葬
宣德六年十二月十一日（1432年1月14日），朱模葬於鳳凰山之原（在今山西省长治市上党区北呈乡东坟村）。壙誌在1990年出土，保存完好，現藏於上党区文博館。

[誌蓋]

大明瀋簡王壙誌

[誌文]

　大明瀋簡王壙誌

　王諱模，

太祖高皇帝之第二十子，母趙氏。生洪武十三年

　　八月二日。

　冊封為瀋王。永樂六年五月十一日，受

命之國。宣德六年五月二日，以疾薨，享年五十有

　　二。妃張氏，指揮文傑之女。子男八人，長武鄉

　　王佶焞，次陵川王佶煃、平遥王佶煟、黎城王

　　佶燏、稷山王佶焆、沁水王佶煴、沁源王佶㷆，

　　惟第七子佶炵早薨未封。女四人，長渾源郡

　　主，次翼城郡主、河津郡主、介休郡主。王惇厚

　　樂静，謹禮奉法，未嘗有過。訃聞，

皇上憫念親賢，悼怛不已，特謚曰簡，遣官致祭，命

　　有司治喪葬。以宣德六年十二月十一日，葬

　　于鳳凰山之原。是用述其大槩，納諸幽堂云。